# Riverside (Utah)
Riverside és una concentració de població designada pel cens dels Estats Units a l'estat de Utah. Segons el cens del 2000 tenia 678 habitants.

## Demografia
Segons el cens del 2000, Riverside tenia 678 habitants, 196 habitatges, i 167 famílies. La densitat de població era de 38,9 habitants per km².
Dels 196 habitatges en un 51% hi vivien nens de menys de 18 anys, en un 79,1% hi vivien parelles casades, en un 4,1% dones solteres, i en un 14,3% no eren unitats familiars. En l'11,7% dels habitatges hi vivien persones soles el 8,2% de les quals corresponia a persones de 65 anys o més que vivien soles. El nombre mitjà de persones vivint en cada habitatge era de 3,46 i el nombre mitjà de persones que vivien en cada família era de 3,8.
Per edats la població es repartia de la següent manera: un 38,9% tenia menys de 18 anys, un 9,6% entre 18 i 24, un 24,5% entre 25 i 44, un 16,8% de 45 a 60 i un 10,2% 65 anys o més.
L'edat mediana era de 27 anys. Per cada 100 dones de 18 o més anys hi havia 98,1 homes.
La renda mediana per habitatge era de 46.875 $ i la renda mediana per família de 49.821 $. Els homes tenien una renda mediana de 36.845 $ mentre que les dones 24.417 $. La renda per capita de la població era de 14.727 $. Entorn del 12% de les famílies i el 15,4% de la població estaven per davall del llindar de pobresa.

## Poblacions més properes
El següent diagrama mostra les poblacions més properes.